# Ibaiti
Ibaiti ist ein brasilianisches Munizip im Norden des Bundesstaats Paraná. Es hat 28.830 Einwohner (2022), die sich Ibaitienser nennen. Seine Fläche beträgt 898 km². Es liegt 840 Meter über dem Meeresspiegel.

## Etymologie
Der Name stammt aus dem Tupi-Guaraní. Er bedeutet Steinwasser.

## Geschichte

### Besiedlung
Die Besiedlung der Region, in der sich heute die Stadt Ibaiti befindet, wurde Anfang des 20. Jahrhunderts von Oberst Luiz Ferreira de Melo initiiert, der 75 Alqueires (180 ha) für die Gründung des Dorfes Patrimônio do Café stiftete. 
Im Jahr 1916 entstand eine Hüttensiedlung für die Pioniere, die zum Abbau von Kohle hierher kamen. Die gewonnene Kohle wurde mit Ochsenkarren zum Bahnhof Calógeras (im Munizip Arapoti) transportiert.

### Erhebung zum Munizip
Ibaiti wurde durch das Staatsgesetz Nr. 2 vom 10. Oktober 1947 aus Tomazina ausgegliedert und in den Rang eines Munizips erhoben. Es wurde am 17. November 1947 als Munizip installiert.

## Geografie

### Fläche und Lage
Ibaiti liegt auf dem Segundo Planalto Paranaense (der Zweiten oder Ponta-Grossa-Hochebene von Paraná). Seine Fläche beträgt 898 km². Es liegt auf einer Höhe von 840 Metern.

### Vegetation
Das Biom von Ibaiti ist Mata Atlântica.

### Klima
Das Klima in Ibaiti ist gemäßigt und warm. Es ist während des Jahres eine erhebliche Menge an Niederschlägen zu verzeichnen (1311 mm pro Jahr). Das gilt auch für den trockensten Monat. Die Klimaklassifikation nach Köppen und Geiger lautet Cfa. Im Jahresdurchschnitt liegt die Temperatur bei 20,0 °C.

### Gewässer
Ibaiti liegt im Einzugsgebiet des Rio das Cinzas. Bedeutendere Flüsse sind 
- Rio das Pedras
- Rio Laranjinha
- Ribeirão do Engano.

### Straßen
Ibaiti liegt an der BR-153 zwischen Ventania und Santo Antônio da Platina. Diese kreuzt sich hier mit der BR-272 von Itararé nach Guaira.

### Nachbarmunizipien
| Ribeirão do Pinhal und Congonhinhas | Jundiaí do Sul                              | Japira   |
| Sapopema und Figueira               | Kompassrose, die auf Nachbargemeinden zeigt | Pinhalão |
| Curiúva                             | Ventania                                    | Arapoti  |

## Stadtverwaltung
Bürgermeister: Antonely de Cassio Alves de Carvalho, REP (2021–2024)
Vizebürgermeister: Ulisses Ferreira de Melo Neto, REP (2021–2024)

## Demografie

### Bevölkerungsentwicklung
| Jahr | Einwohner | Stadt | Land |
| ---- | --------- | ----- | ---- |
| 1950 | 10.547    | 11 %  | 89 % |
| 1960 | 20.753    | 23 %  | 77 % |
| 1970 | 31.537    | 25 %  | 75 % |
| 1980 | 28.465    | 43 %  | 57 % |
| 1991 | 26.026    | 59 %  | 41 % |
| 2000 | 26.448    | 75 %  | 25 % |
| 2010 | 28.751    | 80 %  | 20 % |
| 2021 | 28.830    |       |      |

Quelle: IBGE (2011) und Volkszählung 2022

### Ethnische Zusammensetzung
| Gruppe * | 1991    | 2000    | 2010    | wer sich als …                                                                   |
| --- | ------- | ------- | ------- | -------------------------------------------------------------------------------- |
| Weiße | 75,9 %  | 76,8 %  | 69,6 %  | weiß bezeichnet                                                                  |
| Schwarze | 2,4 %   | 2,4 %   | 3,0 %   | schwarz bezeichnet                                                               |
| Gelbe | 0,6 %   | 0,4 %   | 0,6 %   | von fernöstlicher Herkunft wie japanisch, chinesisch, koreanisch etc. bezeichnet |
| Braune | 21,0 %  | 20,3 %  | 26,7 %  | braun oder als Mischung aus mehreren Gruppen bezeichnet                          |
| Indigene | 0,1 %   | 0,2 %   | 0,1 %   | Ureinwohner oder Indio bezeichnet                                                |
| ohne Angabe | 0,0 %   | 0,0 %   | 0,0 %   |                                                                                  |
| Gesamt | 100,0 % | 100,0 % | 100,0 % |                                                                                  |
| *) Das IBGE verwendet für Volkszählungen ausschließlich diese fünf Gruppen. Es verzichtet bewusst auf Erläuterungen. Die Zugehörigkeit wird vom Einwohner selbst festgelegt. |         |         |         |                                                                                  |

Quelle: IBGE (Stand: 1991, 2000 und 2010)